# Basly
Basly és un municipi francès situat al departament de Calvados i a la regió de Normandia. L'any 2007 tenia 911 habitants.

## Demografia

### Població
El 2007 la població de fet de Basly era de 911 persones. Hi havia 305 famílies de les quals 43 eren unipersonals (8 homes vivint sols i 35 dones vivint soles), 81 parelles sense fills, 162 parelles amb fills i 19 famílies monoparentals amb fills.
La població ha evolucionat segons el següent gràfic:
Habitants censats

### Habitatges
El 2007 hi havia 325 habitatges, 313 eren l'habitatge principal de la família, 1 era una segona residència i 11 estaven desocupats. 313 eren cases i 11 eren apartaments. Dels 313 habitatges principals, 248 estaven ocupats pels seus propietaris, 62 estaven llogats i ocupats pels llogaters i 3 estaven cedits a títol gratuït; 9 tenien una cambra, 9 en tenien dues, 27 en tenien tres, 77 en tenien quatre i 191 en tenien cinc o més. 259 habitatges disposaven pel capbaix d'una plaça de pàrquing. A 101 habitatges hi havia un automòbil i a 199 n'hi havia dos o més.

### Piràmide de població
La piràmide de població per edats i sexe el 2009 era:
| Homes | Edats   | Dones |
| ----- | ------- | ----- |
| 0     | 95 o +  | 4     |
| 0     | 90 a 94 | 8     |
| 0     | 85 a 89 | 0     |
| 4     | 80 a 84 | 0     |
| 4     | 75 a 79 | 12    |
| 12    | 70 a 74 | 4     |
| 4     | 65 a 69 | 8     |
| 16    | 60 a 64 | 16    |
| 24    | 55 a 59 | 16    |
| 48    | 50 a 54 | 36    |
| 16    | 45 a 49 | 32    |
| 28    | 40 a 44 | 24    |
| 24    | 35 a 39 | 24    |
| 24    | 30 a 34 | 28    |
| 20    | 25 a 29 | 20    |
| 24    | 20 a 24 | 12    |
| 8     | 15 a 19 | 4     |
| 28    | 10 a 14 | 32    |
| 20    | 5 a 9   | 32    |
| 32    | 0 a 4   | 16    |

## Economia
El 2007 la població en edat de treballar era de 596 persones, 458 eren actives i 138 eren inactives. De les 458 persones actives 434 estaven ocupades (219 homes i 215 dones) i 23 estaven aturades (14 homes i 9 dones). De les 138 persones inactives 70 estaven jubilades, 49 estaven estudiant i 19 estaven classificades com a «altres inactius».

### Ingressos
El 2009 a Basly hi havia 330 unitats fiscals que integraven 967,5 persones, la mediana anual d'ingressos fiscals per persona era de 20.196 €.

### Activitats econòmiques
Dels 16 establiments que hi havia el 2007, 2 eren d'empreses extractives, 1 d'una empresa alimentària, 1 d'una empresa de fabricació d'altres productes industrials, 5 d'empreses de construcció, 3 d'empreses de comerç i reparació d'automòbils, 2 d'empreses de serveis i 2 d'entitats de l'administració pública.
Dels 5 establiments de servei als particulars que hi havia el 2009, 2 eren guixaires pintors, 1 fusteria, 1 lampisteria i 1 electricista.
Dels 2 establiments comercials que hi havia el 2009, 1 era una botiga de menys de 120 m² i 1 una botiga de mobles.
L'any 2000 a Basly hi havia 8 explotacions agrícoles que ocupaven un total de 252 hectàrees.

## Equipaments sanitaris i escolars
El 2009 hi havia una escola elemental integrada dins d'un grup escolar amb les comunes properes formant una escola dispersa.

## Poblacions més properes
El següent diagrama mostra les poblacions més properes.